# 99 هـ
99 هـ هي سنة في التقويم الهجري امتدت مقابلةً في التقويم الميلادي بين سنتي 717 و718.

## أحداث
- تولى الخليفة عمر بن عبد العزيز الأموي الحكم
- رفع حصار المسلمين عن القسطنطينية

## مواليد
- المسيب بن زهير

## وفيات
- طلحة بن عبد الله بن عوف
- محمود بن الربيع
- خارجة بن زيد بن ثابت
- الخليفة الأموي سليمان بن عبد الملك بن مروان